# Konzularne funkcije
Konzularne funkcije, u smislu Bečke konvencije o konzularnim odnosima obavljaju konzularni uredi (generalni konzulat, konzulat, vicekonzulat ili konzularna agencija), ali i diplomatske misije (prije svega veleposlanstva).
Konzularne funkcije, prema Bečkoj konvenciji o konzularnim odosima, sastoje se:
- u zaštiti interesa države šiljateljice i njezinih državljana, fizičkih i pravnih osoba, u državi primateljici, u granicama koje dopušta međunarodno pravo;
- u promicanju razvoja trgovačkih, ekonomskih, kulturnih i znanstvenih odnosa između države šiljateljice i države primateljice i unaprijeđivanju, na svaki drugi način, prijateljskih odnosa između njih;
- u sakupljanju podataka, svim dozvoljenim sredstvima, o uvjetima i razvoju trgovačkog, ekonomskog, kulturnog i znanstvenog života države primateljice, izvještavanju o tome vlade države šiljateljice i davanju priopćenja zainteresiranim osobama;
- u izdavanju putovnica i putnih isprava državljanina države šiljateljice, kao i viza ili odgovarajućih dokumenata osobama koje žele putovati u državu šiljateljicu;
- u pružanju pomoći i podrške državljanima, fizičkim i pravnim osobama, države šiljateljice;
- u djelovanju u svojstvu javnog bilježnika i matičara te sličnih funkcija, kao i u obavljanju određenih funkcija upravne prirode, ako to nije u suprotnosti sa zakonima i propisima države primateljice;
- u zaštiti interesa državljana države šiljateljice, fizičkih i pravnih osoba, u slučaju nasljeđivanja na području države primateljice, u skladu sa zakonima i propisima države primateljice;
- u zaštiti, u granicama postavljenim zakonima i propisima države primateljice, interesa maloljetnih i drugih poslovno nesposobnih osoba, državljana države šiljateljice, naročito u slučajevima kada je za te osobe potrebno postaviti tutelu ili kuratelu;
- u zastupanju, uz rezervu prakse i postupka na snazi u državi primateljici, državljana države šiljateljice ili poduzimanju mjera za osiguranje odgovarajućeg zastupanja pred sudovima ili drugim organima države primateljice, kako bi se, u skladu sa zakonima i propisima države primateljice, zahtijevalo donošenje privremenih mjere radi očuvanja prava i interesa tih državljana u slučajevima kada oni, zbog odsutnosti ili iz drugih razloga, ne mogu pravovremeno braniti svoja prava i interese;
- u prosljeđivanju sudskih i izvansudskih akata ili dostavljanju zamolnica u skladu s međunarodnim ugovorima na snazi, ili ako takvi sporazumi ne postoje, na bilo koji drugi način koji nije protivan zakonima i propisima države primateljice;
- u provođenju prava nadzora i inspekcije, predviđenih zakonima i propisima države šiljateljice, nad pomorskim i riječnim brodovima koji imaju pripadnost države šiljateljice, nad zrakoplovima registriranim u toj državi, kao i nad njihovim posadama, u pružanju pomoći brodovima i zrakoplovima, kao i njihovim posadama, primanju izjava o putovanju tih brodova, ispitivanju i viziranju brodskih isprava, i, ne dirajući u ovlaštenje tijela države primateljice, u provođenju očevida povodom incidenata koji su se zbili za vrijeme putovanja i u rješavanju sporova svake vrste između zapovjednika broda, časnika i mornara, ako ih na to ovlašćuju zakoni i propisi države šiljateljice;
- u obavljanju svih drugih funkcija koje država šiljateljica povjerava konzularnom uredu, a nisu zabranjene zakonima i propisima države primateljice, ili kojima se država primateljica ne protivi, ili koje su spomenute u međunarodnim ugovorima na snazi između države šiljateljice i primateljice.

## Obavljanje konzularnih funkcija
Sjedište konzularnog ureda, njegovu vrstu i njegovo konzularno područje određuje država šiljateljica, ali to podliježe odobrenju države primateljice. U posebnim okolnostima konzularni službenik može, uz su glasnost države primateljice, obavljati svoje funkcije izvan svog konzularnog područja. Država šiljateljica može, nakon notifikacije odnosnim državama i ako se ni jedna od njih tome izričito ne protivi, ovlastiti konzularni ured otvoren u jednoj državi, da preuzme obavljanje konzularnih funkcija u nekoj drugoj državi.
Nakon odgovarajuće notifikacije državi primateljici, te ako se ova tome ne protivi, konzularni ured države šiljateljice može obavljati konzularne funkcije u državi primateljici u ime neke treće države.